# Aeschynanthus amoenus
Aeschynanthus amoenus är en tvåhjärtbladig växtart som beskrevs av Charles Baron Clarke. Aeschynanthus amoenus ingår i släktet Aeschynanthus och familjen Gesneriaceae. Inga underarter finns listade i Catalogue of Life.